# Alone Together (Dave Mason)
| Recensione       | Giudizio |
| ---------------- | -------- |
| AllMusic         | [ 2 ]    |
| Robert Christgau | B        |

Alone Together è il primo album solista del musicista rock inglese Dave Mason, pubblicato dall'etichetta discografica Blue Thumb Records nel giugno del 1970.
L'album raggiunse la ventiduesima posizione (1º agosto 1970) della classifica The Billboard 200, mentre il singolo Only You Know and I Know si classificò al quarantaduesimo posto (12 settembre 1970) nella classifica Billboard The Hot 100.

## Tracce
Lato A
Testi e musiche di Dave Mason.
1. Only You Know and I Know – 4:05
2. Can't Stop Worrying, Can't Stop Loving – 3:02
3. Waitin' On You – 3:05
4. Shouldn't Have Took More Than You Gave (Il brano è presente in una versione live contenuta in Welcome to the Canteen dei Traffic.) – 6:00

Lato B
Testi e musiche di Dave Mason eccetto dove espressamente indicato.
1. World In Changes – 4:30
2. Sad and Deep as You (Anche questo brano è presente in versione live in Welcome to the Canteen dei Traffic.) – 3:35
3. Just a Song – 2:59
4. Look at You, Look at Me – 7:22 (Dave Mason, Jim Capaldi)

## Musicisti
- Dave Mason - voce solista, chitarre
- Delaney Bramlett - chitarra, cori
- Michael DeTemple - chitarra
- Eric Clapton - chitarra
- Carl Radle - basso
- Larry Knechtel - basso
- Chris Ethridge - basso
- Jim Capaldi - batteria
- John Barbata - batteria
- Jim Gordon - batteria
- Jim Keltner - batteria
- Don Preston - tastiere
- John Simon - tastiere
- Leon Russell - pianoforte
- Mike Coolidge - cori
- Rita Coolidge - cori
- Claudia Lennear - cori
- Bonnie Bramlett - cori
- Lou Cooper - accompagnamento vocale, cori
- Bob Norwood - accompagnamento vocale, cori
- Jack Storti - accompagnamento vocale, cori[7]

## Produzione
- Barry Feinstein – design della confezione, fotografia
- Tom Wilkes - design della confezione, fotografia
- Al Schmitt – ingegnere del suono per il missaggio
- Bruce Botnick - ingegnere del suono per la registrazione
- Doug Botnick – ingegnere del suono per la registrazione
- Group 3 - management privato
- Tommy LiPuma – produttore
- Dave Mason – produttore
- Registrato agli studi di registrazione Sunset Sound e Elektra Recording Studio di Los Angeles.